# Meta AI
Meta AI és un laboratori d'intel·ligència artificial que pertany a Meta Platforms Inc. (abans conegut com a Facebook, Inc.) Meta AI té la intenció de desenvolupar diverses formes d'intel·ligència artificial, millorant les tecnologies de realitat augmentada i artificial. Meta AI és un laboratori de recerca acadèmica enfocat a generar coneixement per a la comunitat d'IA. Això contrasta amb l'equip d'aprenentatge automàtic aplicat (AML) de Facebook, que se centra en les aplicacions pràctiques dels seus productes.
Meta AI va començar com a Facebook Artificial Intelligence Research (FAIR) amb ubicacions al Menlo Park, Califòrnia, la seu central, Londres, Regne Unit, i un nou laboratori a Manhattan. FAIR es va anunciar oficialment el setembre de 2013. FAIR va ser dirigit per Yann LeCun de la Universitat de Nova York, professor d'aprenentatge profund i guanyador del premi Turing. Treballant amb el Center for Data Science de la NYU, l'objectiu inicial de FAIR era investigar la ciència de dades, l'aprenentatge automàtic i la intel·ligència artificial. L'objectiu de FAIR era "entendre la intel·ligència, descobrir els seus principis fonamentals i fer que les màquines siguin significativament més intel·ligents". La investigació a FAIR va ser pionera en la tecnologia que va conduir al reconeixement facial, l'etiquetatge a les fotografies i la recomanació personalitzada de feeds. Vladimir Vapnik, pioner en l'aprenentatge estadístic, es va incorporar a FAIR el 2014, és el coinventor de la màquina de vectors de suport i un dels desenvolupadors de la teoria Vapnik–Chervonenkis.
La comunicació amb intel·ligència artificial requereix una màquina per entendre el llenguatge natural i per generar un llenguatge natural. Meta AI busca millorar aquestes tecnologies per millorar la comunicació segura independentment de l'idioma que parli l'usuari. Així, una tasca central implica la generalització de la tecnologia de processament del llenguatge natural (PNL) a altres llenguatges. Com a tal, Meta AI treballa activament en la traducció automàtica no supervisada. Meta AI busca millorar les interfícies de llenguatge natural desenvolupant aspectes del diàleg de conversa com la repetició, l'especificitat, la relació amb les respostes i la formulació de preguntes, incorporant la personalitat als subtítols d'imatges, i generant un llenguatge basat en la creativitat.
El 2018, Meta AI va llançar PyText de codi obert, un marc de modelització centrat en sistemes PNL.
El 2023, Meta AI va anunciar i de codi obert LLaMA (Large Language Model Meta AI), un model de llenguatge gran de paràmetres 65B.